# Plantão de Polícia
Plantão de Polícia foi uma série de televisão brasileira produzida e exibida pela Rede Globo semanalmente entre 1979 e 1981: em 1979 às sextas-feiras e entre 1980 e 1981 às quintas-feiras.

## Trama
O seriado traz as aventuras de um jornalista, Waldomiro Pena, encarregado por seu jornal de cobrir as ocorrências policiais. Sem formação universitária e de envolvimento emocional com a notícia, estava em conflito constante com o editor Serra, contratado para mudar a imagem do jornal. Ele era o último representante de uma espécie em extinção: o jornalista autodidata, que arrancava suas pautas do contato com situações perigosas e da frequência a lugares suspeitos, onde ele se misturava a figuras do submundo. Seu editor era o cético Serra.
Na redação ainda trabalhavam a repórter jovem e rica Bebel (fascinada pelo jornalismo policial e pela figura de Waldomiro, com quem se alia e passa a atuar), o fotógrafo Bezerra e o motorista Washington. Em abril de 1980, o programa ganha mais dois personagens: o fotógrafo Gatto e a repórter Gisela.

## Elenco[2]
- Hugo Carvana - Waldomiro Pena
- Marcos Paulo - Serra
- Denise Bandeira - Bebel
- Lucinha Lins - Gisela
- Lutero Luiz - Bezerra
- Célia Biar - Olívia
- Júlio Braga - Gatto